# Les Changements du destin
 (mai 2023).
Si vous disposez d'ouvrages ou d'articles de référence ou si vous connaissez des sites web de qualité traitant du thème abordé ici, merci de compléter l'article en donnant les références utiles à sa vérifiabilité et en les liant à la section « Notes et références ».
L'œuvre du destin
Le Destin de Lakshmi
Les Changements du destin (कुमकुम भाग्य, Kumkum bhagya) est une série télévisée indienne historique créée par Ekta Kapoor et diffusée depuis le 14 avril 2014 sur Zee TV.
Cette série est inédite dans tous les pays francophones.

## Synopsis
C'est l'histoire d'une mère Sarla Arora, de sa belle-mère et de ses deux enfants : Pragya et Bulbul. Elles gagnent toutes les quatre leurs pains quotidiens dans la gérance d'une salle de mariage, Kumkum bhagya, même si Pragya, l'aînée, est déjà professeure d'université et promise à un homme du nom de Suresh. 
Leur quotidien est bientôt bouleversé par leur rencontre avec la puissante famille Mehra dont les héritiers sont un chanteur de rock populaire, Abhishek dit Abhi Prem Mehra, et sa sœur acariâtre Alya. Celle-ci étant amoureuse de l'ami de son frère, Purab, pense à tort que Pragya a des vues sur lui. Pour les empêcher d'être ensemble, elle demande à son frère d'épouser Pragya alors qu'il est déjà couple avec une top-modèle international appelée Tanu. Plus étonnant encore, Bulbul est en fait l'intérêt amoureux de Purab et de Suresh, ce qui ruine les futures noces de Pragya avec celui-ci. 
Après bien des démarches, Abhi et Pragya se marient. Mais derrière cette nouvelle vie se cache une véritable mascarade car les deux mariés se détestent, Abhi allant jusqu'à l'avouer ouvertement à son épouse et à rencontrer Tanu le jour même de son mariage. Le pire c'est que Pragya laisse vivre sa rivale dans le manoir des Mehras sachant qu'elle ne la supporte pas. Cela occasionnera pleins de malentendus dans la maison alors que petit à petit, Pragya tombe amoureuse d'Abhi pour ne réaliser que plus tard que celui-ci sera le père du bébé de Tanu. 
Étant consciente de sa condition, Pragya décide de mettre ses sentiments de côté pour réunir son époux et sa rivale, même si cela signifie avoir une mauvaise image aux yeux des Mehras. D'un autre côté, Bulbul et Purab sont les cibles d'Alia et d'un certain Neel qui veulent les voir séparer à tout prix. Même si Neel lâche l'affaire, Alia ne recule devant rien, et finit par mette son propre frère à dos. En guise de représailles, elle décide de le ruiner en fomentant un complot avec Tanu et le vrai père du bébé de celle-ci, Nikhil. Au moment où Pragya découvre la vérité, un couple la percute avec leur voiture. 
20 jours plus tard
Dans un flashback, Abhi dit avoir reçu une lettre de Pragya annonçant qu'elle reviendrait pour leur amour et qu'en attendant, elle devrait s'occuper de Tanu et de son enfant. Lors d'une cérémonie, la voici qui revient mais complètement changée en apparence et en comportement. Son but : se venger de ses ennemis en les menaçant de tout révéler, même s'il s'avère qu'elle n'a pas encore de preuves. Néanmoins, elle a réussi à s'approprier les biens de la famille avec la signature d'Abhi (qui croyait qu'il s'agissait des papiers de divorce), ce qui lui permet de faire de tous les Mehra ses serviteurs.
Dans le camp de Pragya se trouve secrètement Bulbul et la grand-mère d'Abhi, Purab les rejoignant après avoir découvert leur secret. Une lutte acharnée est bientôt menée entre les membres de la famille à l'insu d'Abhi, car Raj, le cousin d'Abhi et son épouse Mitali sont de connivence avec Alia, Tanu et Nikhil. Dans le processus, alors que Bulbul se suicide à cause d'un accident perpétré par Alia qui l'aurait défigurée, ces derniers sauront qu'ils manquent à Pragya des preuves pour les discréditer, d'où le fait qu'ils en profiteront pour retourner l'esprit d'Abhi contre elle. La fausse couche de Tanu sera une raison de plus pour Abhi de blâmer Pragya, et de la rejeter sachant que sa nouvelle personnalité a ruiné les membres de la famille Mehra et leur amour. 
Au final, Abhi et Pragya se réconcilient dans un manoir abandonné au moment où Pragya déballe tous les méfaits de son entourage et son incapacité à le lui avouer sans les preuves adéquates. Mais les réjouissances sont de courtes durées quand Nikhil coupe les freins de la voiture de Pragya pour la tuer, ignorant qu'Abhi la conduira et subira l'accident par conséquent. 
Quelques mois plus tard
Après l'accident d'Abhi, sa grand-mère recommande à Pragya de se séparer de lui en raison d'une amnésie. En effet, l'incident n'a pas eu des dommages graves sur Abhi si ce n'est la suppression de tous ses souvenirs partant du début du spectacle jusqu'à maintenant. Néanmoins, il reconnaît les membres de sa famille et sa carrière de chanteur.
Pragya, à la recherche d'un nouvel emploi, est embauché dans la même industrie que collabore les Mehra. Elle finit par y rencontrer Abhi qui ne se souvient pas d'elle mais qui semble déjà assez la connaître. Ils deviennent rapidement des amis puis tombent de nouveau amoureux, au grand dam de Tanu qui avait prévu de reconquérir son amour perdu en profitant de cette amnésie. Plusieurs événements s'ensuivront, duquel Purab parviendra à trouver son grand amour Disha dans la communauté d'Ariana et la mémoire d'Abhi sera restaurée. 
Malheureusement, Tanu, ne supportant pas l'idée d'être de nouveau rejetée par Abhi, engage des gens pour le tuer lui et Pragya. Perdus dans la forêt, ceux-ci seront sauvés par un homme qui les aidera au bout de certains épisodes, même s'il s'avère qu'il s'agit du père de Pragya qui ne semble pas la reconnaître de même qu'elle aussi le reconnaît pas. Durant cette escapade cependant, le secret sera révélé et mettra en évidence le mystère des deux sœurs perdus de Pragya (voir L'œuvre du destin).
Enfin, Abhi se marie une deuxième fois avec Pragya seulement pour que Dushyant, le chef des malfrats envoyés les éliminer, tue Pragya au bord d'un barrage avant d'être jeté du pont par Abhi.
Un mois plus tard
Avec sa mémoire restaurée, Abhi fait chasser sa sœur et Tanu de la maison. Bien que tout le monde déplore la mort de Pragya, il a espoir qu'elle a survécu. D'un autre côté, Tanu rencontre une paysanne ressemblant trait pour trait à Pragya. Elle et Tanu lui remettent donc de l'argent pour se faire passer pour Pragya afin d'être de nouveau dans la confiance d'Abhi. Car en la ramenant chez les Mehra, elles pensent qu'en guise de remerciement, Abhi les laissera rester, ce qui fut fait. 
Mais les attitudes déplacées de Muni, le sosie de Pragya, rend Abhi beaucoup plus suspicieux, même si elle affirme avoir perdu la mémoire. Tanu recommande donc à Muni de faire son possible pour être détesté par Abhi afin qu'il puisse à nouveau lui donner une chance. Mais tout ce mélodrame prend fin quand Pragya, s'avérant être vivante, sort du coma et découvre son usurpateur.
D'un commun accord, elles décident d'échanger leur place, sachant que Muni est contre Alia et Tanu car elles ont séquestré sa nièce et son neveu. Et une fois que ceux-ci ont été délivré, Muni arrête sa comédie et laisse Pragya réintégrer la famille Mehra. Qui plus est, pour montrer sa bonne fois, la grand-mère d'Abhi lègue son héritage à Pragya, au grand dam d'Alia et Tanu qui cessent pendant un temps de comploter contre elle puisqu'une nouvelle menace plane sur la famille, un assassin qui cherche à se venger d'Abhi. 
Au même moment, Pragya engage une certaine Simonika dans l'entreprise d'Abhi. Il s'avère plus tard que c'est elle qui cherche à assassiner Abhi parce qu'il est le meurtrier de son fiancé, Dushyant. Pendant un moment, Abhi sera accusé du meurtre de Simonika, même s'il s'avère qu'elle est encore en vie et agit comme sa propre sosie Avandika. Dans cette nouvelle identité, elle dit pouvoir le sauver en se faisant passer pour Simonika lors du procès seulement pour qu'en échange elle obtienne les titres de propriétés des Mehras. Heureusement, Pragya la démasque à temps.
Un peu plus tard, Tanu manipule Simonika pour qu'elle s'en prenne à Pragya et non à Abhi. Pour finir sa tâche, Simonika tend à Pragya un piège alors qu'Abhi lui a formellement interdit de quitter la maison pendant son absence. Mais au lieu que ce soit Pragya, Simonika tue grand-mère qui a réussi à atteindre le lieu avant Pragya. Ce sacrifice permettra la mise aux arrêts de Simonika, mais malheureusement le lien sera rompu entre Abhi et Pragya car Abhi la juge responsable de la mort de sa grand-mère et la défend de revenir dans sa vie. 
7 ans plus tard
À Londres, nous voyons Pragya heureuse aux côtés de son nouveau mari, un rappeur populaire du nom de King Singh. Elle a également une fille, Kiara, qui aime ses parents plus que tout. À Delhi où les Mehra ont déménagé, Abhi ne cesse de penser à Pragya mais sa haine domine toujours sur ses sentiments. Aussi, il agit dans les médias pour être le mari de Tanu même s'il s'avère que son union avec elle est fausse.
Notons également que Pragya et King Singh ne sont pas vraiment mariés, que Kiara n'est pas la fille de King mais plutôt celle d'Abhi et qu'aux yeux de tout le monde, ils forment une super belle famille. Quand le métier de King l'emmène à rejoindre Delhi avec sa famille pour sa collaboration avec Abhi, il y emmène Pragya alors qu'elle affirme étrangement n'y avoir plus de famille. 
À l'aéroport, Abhi qui partait chercher sa grand-tante rencontre finalement Kiara, ignorant qui elle est. Les deux commençant à se voir fréquemment à l'insu de Pragya, une relation père fille est créé. D'un autre côté, la relation de Purab et Disha désormais maintenu par leur fils Sunny, étouffe Alia qui cherche à les faire partir, en vain. Une fois en Inde, Kiara est amenée à fréquenter dans la même école que Sunny ; les deux enfants se disputent tout le temps, mais se réunissent souvent en cas de coups dur comme l'intrusion de malfrats dans leur école. 
Étant donné que Kiara et Sunny devienne vraiment proche, il en faut de peu pour que Disha découvre la première que la mère de Kiara est Pragya, émettant l'hypothèse qu'Abhi est son père. Avant de tout déballer au reste de la famille, elle cherche d'abord à récolter des preuves sous les conseils de Purab. 
Si Pragya et Abhi viennent à se rencontrer par hasard au cours d'une réception donnée par King, les deux ne veulent malheureusement pas renouer leurs liens, car ils croient être des obstacles pour leurs unions respectives. Mais quand Abhi découvre finalement qui est Kiara pour Pragya à l'issue d'un accident, il cherche à la ramener à la maison pour combler le vide qu'il à créer. Mais manipulé par Alia, King qui s'est avérée être amoureux de Pragya, s'oppose à cet objectif, tout en donnant malgré tout sa bénédiction pour le mariage interdit entre son cousin, Tarun, et la nièce d'Abhi, Neha. 
Plus tard, la réconciliation de Pragya et d'Abhi est d'actualité. Bien qu'ils finissent encore mariés, que Kiara intègre officiellement le manoir et que Pragya soit une fois de plus enceinte, leur bonheur ne dure pas assez longtemps. Tanu désormais mise à la porte après avoir tentée de tuer le futur bébé d'Abhi, contacte Nikhil pour accomplir une de ses sales besognes : kidnapper Kiara.
Une enquête policière est ainsi mener pour la retrouver, et tout le monde est prêt à donner un coup de main y compris Alia et King. Étant donné que Tanu est la principale suspecte, la fratrie des Mehras vont la menacer, non sans en obtenir quelques pistes. Pendant ce temps, Nikhil demande une énorme rançon, mais Abhi refuse de la payer. Cela créé finalement des tensions entre lui et Pragya. Et, dans toute cette atmosphère, Pragya donne naissance à des jumelles. 
King qui dit œuvrer pour aider Pragya à retrouver Kiara en payant secrètement la rançon promise à Nikhil, joue en fait un double jeu. Mais alors qu'une série d'événements ont lieu, Abhi et Pragya sont témoins de la disparition de Nikhil et Kiara au bord d'un ravin, avec pour seule trouvaille une chaussure de cette pauvre petite fille. À la maison, une grosse dispute à lieu entre Pragya, pensant qu'Abhi est la source de la mort de sa fille pour ne pas avoir payé la rançon à temps, et Abhi qui croit que son épouse a planifié de payer la rançon derrière son dos alors qu'il tentait de trouver une autre alternative. Disha ayant tout entendu le deal entre Nikhil et King visant à laisser Kiara entre les mains de ce dernier à Londres une fois que la rançon aurait été payé, a en fait déjà prévenu Abhi de la supercherie. Cela démasque non seulement King, mais permet finalement la rupture entre celui-ci et Pragya qui se sent trahi par tout le monde. 
Si King et Tanu s'en sortent facilement en s'évaporant dans la nature, Pragya prévoit de quitter le manoir avec ses jumelles, seulement pour être arrêtés par Abhi qui la défend d'emmener ses enfants. Pour mettre fin aux malentendus, Disha, soutenue par Alia pour une fois, leur suggère de prendre chacun la garde d'une jumelle, ce qui conclut l'histoire d'amour d'Abhi et Pragya de la pire des manières.
20 ans plus tard
Pragya vit à Hoshiarpur avec sa fille Prachi, une vieille connaissance et la petite fille de celle-ci, Shahana. Abhi, lui, est toujours à Delhi, comblant sa deuxième fille, Rhea, d'amour et fermant les yeux sur chacune de ses bêtises. Néanmoins, Rhea a une nourrice qui s'appelle Meera qui sait lui monter le droit chemin, contrairement à sa tante Alia qui, à contrario, a repris ses magouilles et la manipule pour haïr sa mère biologique. 
Abhi a aussi la famille Kholi comme voisins et partenaires d'affaires. Leur fils, Ranbir, est très populaire dans une université qu'il fréquente avec Rhea et Aryan. Il s'avère aussi que cet « Aryan » est le fils d'Alya et de Purab qui semble s'être séparé de Disha et de Sunny depuis des années. Et même si la famille Mehra a tout ce qu'il veut, le besoin de ne plus revoir Pragya et son autre fille semble être toujours d'actualité, et c'est réciproque car ni Prachi ni Rhea ne savent qu'elles ont les mêmes parents. Mais cela ne va pas tarder puisqu'elles sont amenées à fréquenter dans la même université. 
Shahana et Prachi étudient donc dans la même université que les héritiers Mehra et Kholi. Si Ranbir partage une bonne relation avec Rhea au point de chercher à devenir son petit-ami pour la popularité, il n'aime pas le caractère de Prachi ou pour le moindre sa façon de résister à son charme. De même, son ami, Aryan, se dispute constamment avec Shahana. Rhea, elle, tente constamment de les discréditer après qu'elle s'est faire humiliée par Prachi. L'une de ses tentatives sera d'ailleurs la cause du retour de Pragya à Delhi alors qu'elle, sa fille et Shahana trouvent refuge chez une vieille dame appelée Sarita. Il viendra un moment où Abhi et Pragya rencontreront leurs enfants et, sans pourtant savoir que ce sont les leurs, ils tisseront déjà des liens.
Plus tard, Rhea jalouse de la relation étroite entre Prachi et les deux autres hommes chers à ses yeux, en outre Ranbir et Abhi, envisage de tuer Prachi, mais sa vérité sort devant Pragya, Prachi, Ranbir, Sarita behen et Shahana. Ranbir rompt tous les liens avec Rhea et propose Prachi. Sous les conseils d'Alia, Rhea entre par effraction chez Pragya pour effacer toutes preuves pouvant l'incriminer de l'accident de Prachi. Là elle découvre des photos d'elle et de sa pire ennemie datant d'il y a 20 ans ainsi que ceux de'Abhi et Pragya. C'est ainsi que la vérité lui est dévoilée, même si elle comprend mal Pragya. En raison de ce malentendu et d'avoir perdu Ranbir, Rhea décide de se suicider. Cela donne l'avantage à Alia d'empoisonner l'esprit d'Abhi contre Prachi. Abhi comprend mal Prachi et évacue sa colère contre elle. Quand, Pragya se rend compte que M. Mehra a humilié sa fille. Elle va à sa rencontre. Les deux se font face et sont ravis de connaître leurs liens de parenté respectifs avec Prachi et Rhea.
On croirait que les choses sont rentrés dans l'ordre. Mais Alia, jalouse de partager l'amour de Rhea avec Pragya, l'accuse constamment de favoriser Prachi, quitte à mettre son autre fille en prison. Dès lors, Rhea rompt ses liens avec Pragya, et exige que son père se remarie à Meera. Par amour pour sa mère, Prachi lui propose plutôt de réconcilier leurs parents en échange de quoi elle lui rendra Ranbir. Finalement le mariage Meera-Abhi n'a pas lieu étant donné que ceci n'est qu'une mascarade pour obliger Pragya à avouer son amour pour Abhi. Les deux se marient alors, loin de leur famille.
Quelque temps plus tard, Abhi est atteint de troubles mentaux qui lui font régresser mentalement. Alia accuse Pragya et lui défend de revenir dans son foyer. Mais à l'insu de tout le monde, la pauvre femme revient déguisée en nourrice pour Abhi. Dans un concours de circonstances, Abhi retrouve sa santé juste après que Pragya ait grillé sa couverture. Et alors que le couple se réunit finalement, Tanu qui a fait son grand retour grâce à Aliyaa (qui l'a invité durant la convalescence d'Abhi), accuse Abhi de viol en utilisant une vidéo dans laquelle elle a orchestré son agression. Là, toute la famille se réunit pour le sauver de la prison ; que ce soit Pragya et Aliya ou Prachi et Rhea, chacune met ses différends de côté pour s'entraider Ensemble, ils convainquent Tanu de retirer sa plainte contre de fausses épousailles avec Abhi. Dans la même période, le manoir Mehra prend feu et tout le monde déménage dans un hôtel. Là-bas a lieu le mariage, où à la suite de la trahison d'Alia, Abhi finit marié à Tanu. Le lendemain, alors que Ranbir était censé épouser Rhea, il apprend la vérité sur l'accord passé entre les sœurs Mehra et s'enfuit de la cérémonie pour épouser Prachi dans un temple, avec la bénédiction de Pragya. La conséquence en est que Rhea, le cœur brisé, fait une tentative de suicide, tandis qu'Abhi et les Kholis blâment Pragya, Prachi et Ranbir au point où les nouveaux mariés se font déshérités. Pragya, elle, est victime d'un accident orchestré par Alia et Tanu en tentant de rejoindre Abhi pour le raisonner. 
2 ans plus tard
Pragya a survécu à l'accident et s'est même faite recueillir par une femme richissime, Sushma Tandon, qui lui a appris les ficelles du métier de l'entreprenariat. Elle rentre de l'Australie avec un objectif bien précis : se venger de ses meurtriers. Victime du karma, les Mehra sont devenus des gens misérables et leur partenariat avec les Kholi a été brisé à cause des actes frauduleux d'Alia. Alors que Tanu recherche l'amour d'Abhi, ce dernier croyant Pragya morte et sa fille Rhea portée disparue, sombre dans l'alcoolisme. Lorsque le destin fait que Tanu en manque de sous, vole le sac de Pragya par hasard, celle-ci profite de l'occasion pour l'arrêter par la police. Mais Abhi lui fait face pour retirer la plainte, et l'interroge sur ses nouvelles intentions desquelles elle clame vouloir se venger des Mehra, lui y compris. Abhi lui promet d'empêcher sa vengeance d'aboutir et de raviver l'amour et la dévotion qu'elle avait autrefois pour sa famille.  
Quant à Ranbir et Prachi, désormais mariés, ils filent le parfait amour et se suffisent à eux-mêmes en ce qui concerne leurs besoins, PrachI ayant décroché un poste aux côtés du cousin de son mari, Sid. Lors d'un voyage à l'étranger, celui-ci rêvant de trouver une femme comme Prachi, rencontre et sauve Rhea en l'épousant. Avec Prachi et Ranbir, ils la ramènent au manoir des Kholi où finalement Pallavi consent à les laisser tous vivre sous le toit familial. Mais son empathie envers Prachi fait qu'elle ait une certaine préférence pour Rhea au point où elle ne cesse de rabaisser l'une et de favoriser l'autre.  
Pendant ce temps, du côté de Pragya, elle et Sushma sont confrontés à la vilénie de leurs rivaux d'affaires, les Thapar, dont l'héritier, Gaurav, les harcèle constamment. Aussi il les accuse de harcèlement sexuel sur sa personne et, pour se défendre, Pragya est obligé de pactiser avec Tanu pour récupérer son statut de femme marié en échange de quoi elle lui cèdera une partie de sa fortune. Bien que devant la société, ils se disent mariés, Pragya et Abhi ne partagent pas cette relation pour autant, la première considérant le second comme son garde du corps. A leur insu, Tanu et Alia s'allient aux Thapar et, pour se sauver de la collusion, les deux protagonistes finissent par s'unir pour les vaincre. Dans le climax de la saison, un violent combat entre Gaurav, Abhi et Pragya a lieu dans un hôtel où le premier finit arrêté pour ses crimes avec tous ses complices tandis que les deux derniers, enfermés dans une chambre froide, tombent dans le coma. Du côté de Ranbir et Prachi, Rhea, aidé par tante Alia, ourdit un plan pour les séparer en faisant croire à Ranbir que Prachi l'a trompé avec Sid.  
2 mois plus tard
Abhi et Pragya dans le coma et Prachi et Ranbir séparée, Rha a toutes les clés en main pour réaliser ses rêves : épouser Ranbir. Feignant un suicide, elle persuade les Kholi d'organiser un mariage avec celui-ci. Mais le jour j, Prachi débarque en revendiquant ses droits d'épouse tout en promettant à Ranbir de se venger pour cette humiliation. En réalité, elle se trouve être enceinte et agit pour le bien de son enfant. Rhea, en complicité avec Aliz et Pallavi, font tout pour l'expulser de la maison, en vain. Quand la famille apprend pour sa grossesse, Prachi est finalement acceptée comme belle-fille.  
Le bonheur de Prachi est de courte durée lorsque Rhea l'accuse d'avoir conçu son bébé de Sid. Le pire, c'est que tout le monde croit à ce mensonge une fois que Sid confirme les dires de Rhea. Il s'avère plus tard que Rhea a enlevé la demi-sœur de Sid, d'où le fait qu'il est forcé à se rallier à sa cause. Pour maintenir le bien-être de la famille, Pallavi oblige Prachi à épouser Sid. Le jour j, ce dernier, révélant les faits à Ranbir, finit par lui céder sa place en tant que marié masqué. Ranbir et Prachi de nouveau mariés et Mihika sauvée grâce à eux, Rhea est exposé pour ses actes et se fait chasser de la maison avec Alia. Plus tard prise de remords, la jeune femme cherchera à se racheter, au grand dam de sa tante qui ne la reconnaît plus.  
Lors d'une violente dispute entre Rhea et elle, Alia se sent rabaissée pour ses échecs et, ivre, décide de s'en prendre à Abhi et Pragya. Prachi et Rhea tenteront bien de l'arrêter, en vain. Abhi et Pragya meurent sur leur lit d'hôpital et Alia est condamnée à 14 ans de meurtre.

## Distribution
Acteurs principaux
- Sriti Jha : Pragya Arora Mehra, la fille aînée de Sarla et Raghuveer; la grande soeur de Preeta, Bulbul et Srishti; la femme d'Abhi; la mère de Kiara,Prachi et Rhea et la tante adoptive de pihu et la tante de kavya,Rudraksh (Rajveer)et Shaurya et la grand-mère de poorvi et khushi (2014-2021)
- Shabir Ahluwalia : Abhishek « Abhi » Mehra, le fils de Santoshi et Prem; le frère d'Alia; le mari de Pragya; l'ex-mari de Tanu; le père de Kiara ,Prachi et Rhea et l’oncle adoptif de pihu et l’oncle de kavya,Rudracksh (Rajveer)et Shaurya et le grand-père de poorvi et khushi (2014-2021)
- Mugdha Chaphekar : Prachi Arora Kohli, la deuxième fille de Pragya et Abhi; La sœur de Kiara et Rhea; L'épouse de Ranbir et la cousine adoptif de pihu et la cousine d’Aryan ; et de kavya ,Rudracksh (Rajveer)et Shaurya et la mère de Khushi et poorvi (2019-présent)
- Krishna Kaul : Ranbir Kohli, le fils de Pallavi et Vikram; le frère de Mishti; le cousin de Siddhart et l’ami de Aryan L'ex-fiancé de Rhea; Le mari de Prachi le père de Khushi et Poorvi (2019-présent)
- Naina Singh / Pooja Banerjee / Tina Ann Philip : Rhea Mehra, la plus jeune fille de Pragya et Abhi; La sœur de Kiara et Prachi; la cousine d’Aryan ; la cousine adoptif de Pihu ; la cousine de Kavya; Rudracksh (Rajveer) et Shaurya ; L'ex-fiancée de Ranbir; Ancienne épouse de Siddharth ;la tante de Khushi et Poorvi (2019-2020 )/ (2021)(2022-2023)
- Shikha Singh / Reyhna Malhotra : Alia Mehra, la fille de Santoshi et Prem; la sœur d'Abhi; la meilleure amie de Tanu ; L'ancienne épouse de Purab; La mère d'Aryan la tante de Kiara,Prachi et Rhéa ;  la grand-tante de Khushi et Poorvi (2014-2020) / (2020-2021)/(2022-2023)
- Madhurima Tuli / Leena Jumani : Tanushree « Tanu » Mehta, la meilleure amie d'Alia; Ancienne petite amie et ex-femme d'Abhi (2014) / (2014-2019, 2021)
- rachi sharma : Poorvi kholi malothra , l’arrière petit fille de Sarla et Raghuveer la petit fille de Pragya et Abhi ; la fille de Prachi et Ranbeer ; la petit soeur de Khushi ; la femme de Rajvansh la nièce de Rhéa , Aryan et Shahana et la niece de Preeta ,Karan,Purab,Sameer,Bulbul et Srishti et la niece de Pihu Kavya,Rudracksh(Rajveer)et Shaurya (2023-présent)
- Abrar Qazi : rajvansh malothra , le mari de Poorvi (2023-présent )

Acteurs récurrents
- Shraddha Arya : Dr. Preeta arora luthra ,la deuxième fille de Sarla et Raghuveer ;la sœur de Pragya,Bulbul et Shrishty;la belle soeur d’Abhi ;la femme de Karan luthra l’ex fiancé de Prithvi , l'ex femme de Rishabh ,la tante de Kiara,Prachi et Rhéa la mère adoptif de Pihu,la mère de Kavya,Rudracksh(Rajveer)et Shaurya la grand-tante de Khushi et Poorvi (2017-2018 )(2024)(2025-present)
  - Dheeraj Dhoopar : Karan luthra,l’ami d’Abhi ;le fils de Rakhi et Mahesh ; le beau frère de Pragya,Bulbul et Shrishty ; le mari de Preeta ;le frère de Rishabh ; l’oncle de Kiara,Prachi et Rhéa le père adoptif de Pihu, le père de Kavya,Rudracksh(Rajveer) et Shaurya ; le grand-oncle de Khushi et Poorvi (2018)
  - shakti anand : Karan luthra (2024)(2025-present)

- Mehul Kajaria / Rushad Rana : Vikram Kohli, le fils de Daljeet; le frère d'Arun; le mari de Pallavi; Le père de Ranbir et Mishti; L'oncle / père adoptif de Sid; Ancien ami et partenaire commercial d'Abhi ; le grand - pères de Khushi et Poorvi (2019-2021) / (2021-2022)/(2023)
- Khyaati Keswani : Pallavi Kohli, la femme de Vikram; la mère de Ranbir et Mishti; La tante / mère adoptive de Sid ; la grand - mère de Khushi et Poorvi (2019-2020-2021-2022-2023)
- Kiran Bhargava / Smita Shetty : Daljeet « Dida » Kohli, la mère de Vikram et Arun; La grand-mère de Ranbir, Mishti et Sid arrière grand-mère de Khushi et Poorvi (2019-2022) / (2022-2023)
- Zeeshan Khan / Pulkit Bangia : Aryan Khanna, le fils d'Alia et Purab; Le demi-frère de Sunny;      le frère cousin de Kiara,Prachi et Rhea; Le meilleur ami de Ranbir ; l’oncle de Khushi et Poorvi (2019-2021) / (2022-2023)
- Veronica Talreja : Mili, la petite amie d'Aryan (2022)
- Aparna Mishra : Shahana Sharma, la nièce de Pragya; La meilleure amie et sœur de Prachi ; la tante de Khushi et Poorvi (2019-2020-2021-2022-2023)
- Gulshan Shivani : Stanley, assistant personnel et ami de Ranbir (2022)
- Arjit Taneja / Vin Rana : Purab Khanna, le meilleur ami et partenaire commercial d'Abhi ; le veuf de Bulbul; L'ex-mari de Disha et Alia; Le père de Sunny et Aryan l’oncle de Kiara; Prachi et Rhea (2014-2016) / (2016-2021)
- Mrunal Thakur : Bulbul Arora Khanna, la troisième fille de Sarla et Raghuveer; Pragya, la sœur de Preeta et Srishti; L'épouse décédée de Purab ; la tante adoptif de Pihu , la tante de Kavya,Rudracksh(Rajveer),Shaurya,Kiara,Prachi, Rhéa ; la grand tante de Khushi et Poorvi (2014-2016)
- Supriya Shukla : Sarla Arora, la veuve de Raghuveer; la mère de Pragya, Preeta, Bulbul et  Srishti; La grand-mère de Kiara, Prachi, Rhea ,Kavya, Rudracksh (Rajveer)et Shaurya et la Grand-mère adoptive de Pihu et l’arrière grand -mère de poorvi et khushi (2014-2018)
- Madhu Raja : Daljeet Arora, la mère de Raghuveer; La grand-mère de Pragya, Preeta, Bulbul et Srishti ;l’arrière grand-mère adoptif de Pihu , l’arrière grand-mère de Kavya,Rudracksh(Rajveer),Shaurya,Kiara,Prachi,Rhéa ;l’arrière arrière grand-mère de Khushi et Poorvi (2014-2018)
- Jasjeet Babbar : Janki, la servante des Aroras; La mère de Poorvi (2014-2018)
- Daljeet Soundh : Daljeet Mehra, la grand-mère d'Abhi, Alia, Raj et Akash (2014-2018)
- Zarina Khan : Indu Dasi, la grand-tante d'Abhi, Alia, Raj et Akash ; l’arrière grand-mère de Kiara,Prachi et Rhéa ; l’arrière arrière grand-mère de Khushi et Poorvi (2014-2020)
- Radha Israni / Asha Sharma : Swarni Dasi, la grand-tante d'Abhi, Alia, Raj et Akash (2014-2018) / (2018-2020)
- Shivaani Sopuri : Pammi Mehra, la femme d'Ajay; La mère de Raj et Akash (2014-2021)
- Ajay Trehan : Ajay Mehra, le mari de Pammi; Le père de Raj et Akash (2014-2020)
- Anurag Sharma : Raj Mehra, le fils de Pammi et Ajay; le frère d'Akash; le mari de Mitali; Le père de Neha (2014-2021)
- Samiksha Bhatnagar / Swati Anand : Mitali Mehra, la femme de Raj, La mère de Bunty, Bably et Neha (2014) / (2014-2021)
- Ankit Mohan : Akash Mehra, le fils de Pammi et Ajay; le frère de Raj; le mari de Rachna; Cousin d'Abhishek et d'Alia (2014-2016)
- Aditi Rathore : Rachna Mehra, la sœur de Suresh; L'épouse d'Akash (2014-2016)
- Charu Mehra : Poorvi, la fille de Janki; La sœur homonyme de Pragya et Bulbul (2014-2015)
- Faisal Rashid : Suresh Shrivastav, le frère de Rachna; L'ancien fiancé de Pragya (2014-2015)
- Neel Motwani : caporal Neil Thakur (2014-2015)
- Haelyn Shastri : journaliste de nouvelles (2015)
- Nikhil Arya / Rajat Dahiya / Shaad Randhawa : Nikhil Sood, ancien amant de Tanu (2015-2017) / (2017-2018) / (2018-2019)
- Bobby Khanna : M. Mehta, le père de Tanu (2015-2017)
- Roma Lavani : Mme Mehta, la mère de Tanu (2015-2018)
- Pratik Parihar : Manohar, le comptable d'Abhi qui a comploté contre Pragya (2016)
- Vijay Kashyap : Raghuveer Arora, le fils de Daljeet; le mari de Sarla; Le père de Pragya, Preeta, Bulbul et Srishti; Le grand-père de Kiara, Prachi, Rhea, Kavya, Rudracksh(Rajveer)et Shaurya ; Grand-père adoptif de Pihu ;l’arrière grand-père de Khushi et Poorvi (2017) (Mort)
- Nitin Goswami : Dushyant Rana, le mari de Simonica qui a été accidentellement tué par Abhishek (2017-2018)
- Ruchi Savarn : Disha Singh Khanna, la deuxième épouse de Purab; La mère de Sunny (2017-2019)
- Sharhaan Singh : Sangram Singh Chautala, l'ex-fiancé de Disha (2017-2018)
- Vivana Singh : Simonica Dushyant Rana, la veuve de Dushyant (2017-2018)
- Shwetanshu Singh : Dr Sheila (2017)
- Mishal Raheja : King Singh, un rappeur basé au Royaume- Uni ; Ancien patron et amant unilatéral de Pragya (2018-2019)
- Kaurwakee Vasistha : Kiara Mehra (Arora), la fille aînée d'Abhi et Pragya; La sœur aînée de Prachi et Rhea ; la cousine adoptif de Pihu , la cousine de Kavya,Rudracksh(Rajveer)et Shaurya ; la tante de Khushi et Poorvi la nièce de Preeta,Karan,Bulbul,Purab,Shrishty et Sameer (2018-2019) (morte)
- Vedaansh Jaju : Sunny Khanna, le fils de Purab et Disha; Le demi-frère d'Aryan ; le cousin et frère de Kiara,Prachi et Rhéa ; l’oncle de Khushi et Poorvi (2018-2019)
- Abeer Adil : Tarun, cousin du roi; Le mari de Neha (2018-2019)
- Richa Rathore : Neha « Babli » Mehra, la fille de Mitali et Raj; La femme de Tarun (2018)
- Roma Bali : mère de Tarun, la tante du roi (2018-2019)
- Jaanvi Sangwan : Beeji, une infirmière qui a accueilli Pragya après l'exil de ce dernier, la grand-mère paternelle de Shahana (2019)
- Ashlesha Sawant : Meera, la mère adoptive de Rhea et l'ex-fiancé d'Abhi (2019-2021)
- Manmohan Tiwari : Rohit « Sanju » Gill, un gangster local de Hoshiarpur ; L'amant unilatéral obsessionnel de Prachi (2019-2020)
- Ashwini Tobe : Dimpy, l'ami de Rhea (2019-2020)
- Shivali Choudhry : Shaina, l'amie de Rhea (2019-2020)
- Pooja Singh : Mishti Kohli, la fille de Vikram et Pallavi; La sœur de Ranbir (2019)
- Neena Cheema / Rupa Divetia : Sarita Ben, une femme gujarati qui a donné refuge à Pragya et à ses filles; Grand-mère maternelle de Rishi (2019-2020; 2020-2021)
- Sonali Joshi : ministre en chef Vasudha (2019)
- Ribbhu Mehra : Ritik, l'ami et l'amant secret de Disha (2019)
- Gautam Nain : Rishi Dhaval, le petit-fils de Sarita; L'ami de Prachi et Shahana; Employé de Purab (2019)
- Kajal Chauhan : Priyanka Rane, la fille de l'ami d'Abhi, l'amante obsessionnelle de Rishi (2019)
- Rose Khan : Maya Choubey, l'ex-fiancée de Ranbir (2020)
- Manish Khanna : Dushyant Singh Chaubey, l'oncle de Maya (2020)
- Bhupendra Khuranna : M. Choubey, le père de Maya, le frère cadet de Dushyant (2020)
- Anuradha Sharma : Mme Choubey, la mère de Maya (2020)
- Farida Dadi : Baljeet Dadi, la grand-tante d'Abhishek, Raj, Akash et Alia (2020-2021)
- Naina Yadav : Palak, l'ami de Prachi et Shahana (2021)
- Sharukh Firoz Khan : tireur d'élite (2021)
- Gagan Anand : Digvijay, le rival commercial d'Abhishek (2021)
- Gazala Silawat : Pari, l'ami de Rhea (2021)
- Rohit Choudhary : Pradeep Khurana, l'ancien mari de Tanu (2021)
- Dolly Sohi : Sushma Tandon, une riche femme d'affaires et le mentor de Pragya (2021)
- Kushagra Nautiyal : Siddharth « Sid » Kohli, le neveu et le fils adoptif de Pallavi et Vikram; Le frère cousin aîné de Ranbir et Mishti; Ex-mari de Rhea (2021-2022)
- Vineet Kumar Chaudhary : Gautam Thapar, un homme d'affaires ; Partenaire commercial de Sushma et Pragya; L'amant unilatéral de Pragya (2021)
- Jatin Shah : Gaurav Thapar, le frère aîné de Gautam (2021)
- Shamikh Abbas : Arun Kohli, le plus jeune fils de Daljeet; Le frère cadet de Vikram; L'oncle paternel de Ranbir, Mishti et Sid; Le mari de Teji (2021)
- Mridula Oberoi : Teji Kohli, la femme d'Arun; La tante de Ranbir, Mishti et Sid (2021)
- Abhishek Kumaarr : Jai Bhatt, le meilleur ami de Ranbir (2021-2022)

Invités
- Shraddha Arya : Preeta arora luthra ,la deuxième fille de Sarla et Raghuveer ;la sœur de Pragya,Bulbul et Shrishty;la belle soeur d’Abhi ;la femme de Karan luthra l’ex fiancé de Prithvi , la tante de Kiara,Prachi et Rhéa la mère adoptif de Pihu,la mère de Kavya,Rudracksh(Rajveer)et Shaurya la grand-tante de Khushi et Poorvi (2017-2018 )(2024)(2025-present)
- Dheeraj Dhoopar : Karan luthra,l’ami d’Abhi ;le fils de Rakhi et Mahesh ; le beau frère de Pragya,Bulbul et Shrishty ; le mari de Preeta ;le frère de Rishabh ; l’oncle de Kiara,Prachi et Rhéa le père adoptif de Pihu, le père de Kavya,Rudracksh(Rajveer) et Shaurya ; le grand-oncle de Khushi et Poorvi  (2018)
- shakti anand : Karan luthra (2024)(2025-present)
- Manit joura :Rishabh luthra, l’amie d’Abhi ;le fils de Rakhi et Mahesh ; le frère de Karan ;le cousin et frère de Kritika et Sameer ; l’ex mari de Preeta ; l’ex mari de sherlyn ; l’oncle adoptif de Pihu , l’oncle de Kavya,Rudracksh(Rajveer)et Shaurya ;le beau frère de Preeta (2018)
- Anjum Fakih : Shrishty arora luthra ,la fille de Sarla et Raghuveer la petit soeur de Pragya, Preeta et Bulbul ;la belle soeur d’Abhi et Karan l’ex femme de Sameer ; la tante adoptif de Pihu , la tante de Kavya , Rudracksh(Rajveer),Shaurya,Kiara,Prachi et Réha ; la grand tante de Khushi et Poorvi (2017-2018)
- Basseer Ali : Shaurya luthra, le jeune fils jumeau de Karan et Preeta ; le petit frère adoptif de Pihu , le petit frère de Kavya et Rudracksh (Rajveer) le cousin de Kiara,Prachi et Réha le fiancé de shanaya l’oncle de Khushi et Poorvi ; le neveu de Pragya et Abhi (2024)
- Sana Sayyad : Palki Khurana luthra , la soeur de Shanaya et Mahi ; la future femme de Rudracksh(Rajveer) (2024)
- Paras Kalnawat : Rudracksh (Rajveer) luthra, le fils cadet jumeau de Karan et Preeta ; le fils adoptif de Srishti ; le petit frère jumeau cadet adoptif de Pihu,le petit frère jumeau cadet de Kavya , le grand frère jumeau de Shaurya, le cousin de Kiara, Prachi et Rhéa ; le neveu Pragya et Abhi ; l’oncle de Khushi et Poorvi le fiancé de Palki (2024)

## Séries dérivées
Le succès de l'émission est telle qu'elle a eu droit à deux spin-off. L'une d'elle, intitulée L'œuvre du destin, inédite en terres francophones, se focalise sur la vie de Preeta et Shrishti, les deux sœurs perdues de Pragya. L'autre, elle aussi inédite, intitulée Le Destin de Lakshmi, ne partage toutefois aucun lien scénaristique avec elle.

## Anecdotes
- Originellement, l'histoire était consacrée aux sœurs Arora, Bulbul et Pragya.
  - Plus tard dans la première saison, c'est Pragya et Abhi qui sont devenus les centres d'intérêts du récit.
  - Depuis la sixième saison, deux autres personnages introduits dans la série, Prachi Arora et Ranbir Kholi, ont été élevés au rang de personnages principaux aux côtés d'Abhi et Pragya.
    - Au départ de Sriti Jha et Shabir Alhuwalia qui interprétaient respectivement les rôles d'Abhi et Pragya, Prachi et Ranbir sont devenus les seuls protagonistes du spectacle.

  - À la dixième saison, deux autres personnages introduits dans la série, Purvi Kholi et Rajvansh alias RV Malothra, ont été élevés au rang de personnages principaux aux côtés d'Abhi et Pragya.
- Tout au long du spectacle, moult acteurs ont été remplacés dans la série pour les raisons suivantes :
  - Madhurima Thuli qui interprétait le rôle de Tanushree Metha a été remplacé par Leena Jumani après avoir décroché un rôle au grand écran.
  - Nikhil Arya qui interprétait le rôle de Nikhil Sood a été remplacé par Rajat Dahiya.
    - Shaad Randhawa a remplacé Dahiya dans la cinquième saison.

  - Arjit Taneja qui interprétait le rôle de Purab Khanna a été remplacé par Vin Rana pour des divergences scénaristiques.
  - Shikha Singh qui interprétait le rôle d'Alia Mehra a été remplacé par Reynha Malothra après avoir pris des congés maternité.
  - Naina Singh qui interprétait le rôle de Rhea Mehra a été remplacé par Pooja Banerjee pour des divergences scénaristiques.
    - Tina Ann Philip a remplacé Pooja après que celle-ci ait pris des congés maternité.
- Le 21 décembre 2017, la série a célébré son 1000e épisodes aux côtés de plusieurs autres acteurs de l'industrie Bollywood, Zee TV.
  - Le 8 décembre 2022, la série a célébré son 2000e épisode.
- Le 14 Avril 2024, la série a célébré son 10e anniversaire lors d'une fête privée réunissant tous les acteurs uniquement.